# Моризо, Берта
Бе́рта Мари́ Поли́н Моризо́ (фр. Berthe Marie Pauline Morisot; 14 января 1841, Бурж — 2 марта 1895, Париж) — французская художница, одна из четырёх «великих дам» импрессионизма.
В 1864 году она впервые выставила свои работы на одной из самых престижных художественных выставок Франции — Парижском салоне, официальной ежегодной экспозиции Академии изящных искусств Франции. Её работы отбирались для участия в шести Парижских салонах подряд, пока в 1874 году она не примкнула к группе «отверженных» импрессионистов, созданной Сезанном, Дега, Моне, Моризо, Писсарро, Ренуаром и Сислеем, приняв участие в их первой экспозиции в студии фотографа Надара.
Она доводилась внучатой племянницей Жану-Оноре Фрагонару и была замужем за живописцем Эженом Мане (1833—1892), братом своего друга и коллеги Эдуарда Мане. В 1878-м у них родилась дочь Жюли.

## Биография

### Ранние годы
Берта Моризо родилась в богатой буржуазной семье в Бурже 14 января 1841 года, в департаменте Шер, префектом которого был её отец Эдме Тибюрсе Моризо. Она и её старшая сестра Эдма Моризо стали художницами. Её семья, после того как Берта определилась с выбором профессии, не мешала её карьере.  Ее мать, Мари-Жозефина-Корнели Тома, была внучатой племянницей Жана-Оноре Фрагонара, одного из самых плодовитых художников эпохи рококо. Семья переехала в Париж в 1852 году, когда Моризо была еще ребенком.

### Образование
Художница родилась и выросла в семье с богатыми культурными традициями, к которой принадлежал, в частности, знаменитый мастер стиля рококо Фрагонар, чьё искусство повлияло на многие поколения художников. В возрасте двадцати лет Берта повстречалась со знаменитым ландшафтным живописцем Барбизонской школы Камилем Коро.
Коро давал Берте и её сестре Эдме частные уроки живописи и познакомил их с другими живописцами; однако Эдма оставила живопись вскоре после замужества. Тем не менее она морально поддерживала работу сестры, их семьи всегда оставались в близких отношениях.

### Творчество
Картины Моризо отражают культурные ограничения XIX века для её класса и пола. В основном она изображала то, что видела в повседневной жизни. Так, художница избегала городских и уличных сцен и редко писала обнаженную натуру. Как и другая импрессионистка — Мэри Кассат, — Берта сосредоточилась на домашней жизни и портретах, что позволяло использовать в качестве моделей друзей и родных, в том числе дочь Жюли. До 1860-х годов Моризо писала свои темы в соответствии с Барбизонской школой, прежде чем перейти к сценам современной женственности. Такие картины, как Колыбель (1872), в которых она отображала, в частности, текущие тенденции для детской мебели, передают её понимание моды и рекламы, которые были очевидны для её женской аудитории. Её работы также включают пейзажи, портреты, садовые постройки и сцены катания на лодках. Тем не менее позже в своей карьере Моризо бралась и за более амбициозные темы и жанры, такие как ню.
Работы Моризо почти всегда невелики по размерам. Она работала масляными красками, акварелью и пастелью, выполняла наброски с использованием различных рисовальных средств. Около 1880 года она начала рисовать на незагрунтованном холсте — техника, с которой в то время также экспериментировали Эдуард Мане и Ева Гонсалес; её манера письма стала свободнее. В 1888—1889 годах Моризо перешла от коротких и быстрых мазков к длинным, извилистым, формообразующим. Внешние края её картин часто оставались незавершенными, на этих участках сквозь краски просматривался холст, что усиливало ощущение спонтанности. После 1885 года она в основном работала с предварительными рисунками, прежде чем начать писать картину маслом.
Моризо создаёт ощущение пространства и глубины благодаря использованию цвета. Хотя цветовая палитра художницы несколько ограничена, собратья-импрессионисты называли её «виртуозом цвета». Как правило, Берта Моризо экспансивно использовала белый цвет, чистый или смешанный из других красок. В её большой картине Вишня (1891) цвета более живые, но все ещё используются с целью подчеркнуть форму.
В 1892 году состоялась её первая персональная выставка.
Умерла Моризо Берта в 1895 году в возрасте 54 лет от лёгочного заболевания. Похоронена на кладбище Пасси в склепе Мане, рядом с мужем и знаменитым свойственником.
В 2013 году Моризо стала самой дорогостоящей художницей, когда её картину «После обеда» (1881) продали на аукционе Кристис за $10,9 миллиона.

## Память
В 2012 году Каролин Шампетье сняла телефильм о Берте Моризо. 
В 2019 году Музей д'Орсе посвятил Берте Моризо временную выставку, чтобы отдать дань уважения ее творчеству.

## Галерея

### Избранные работы

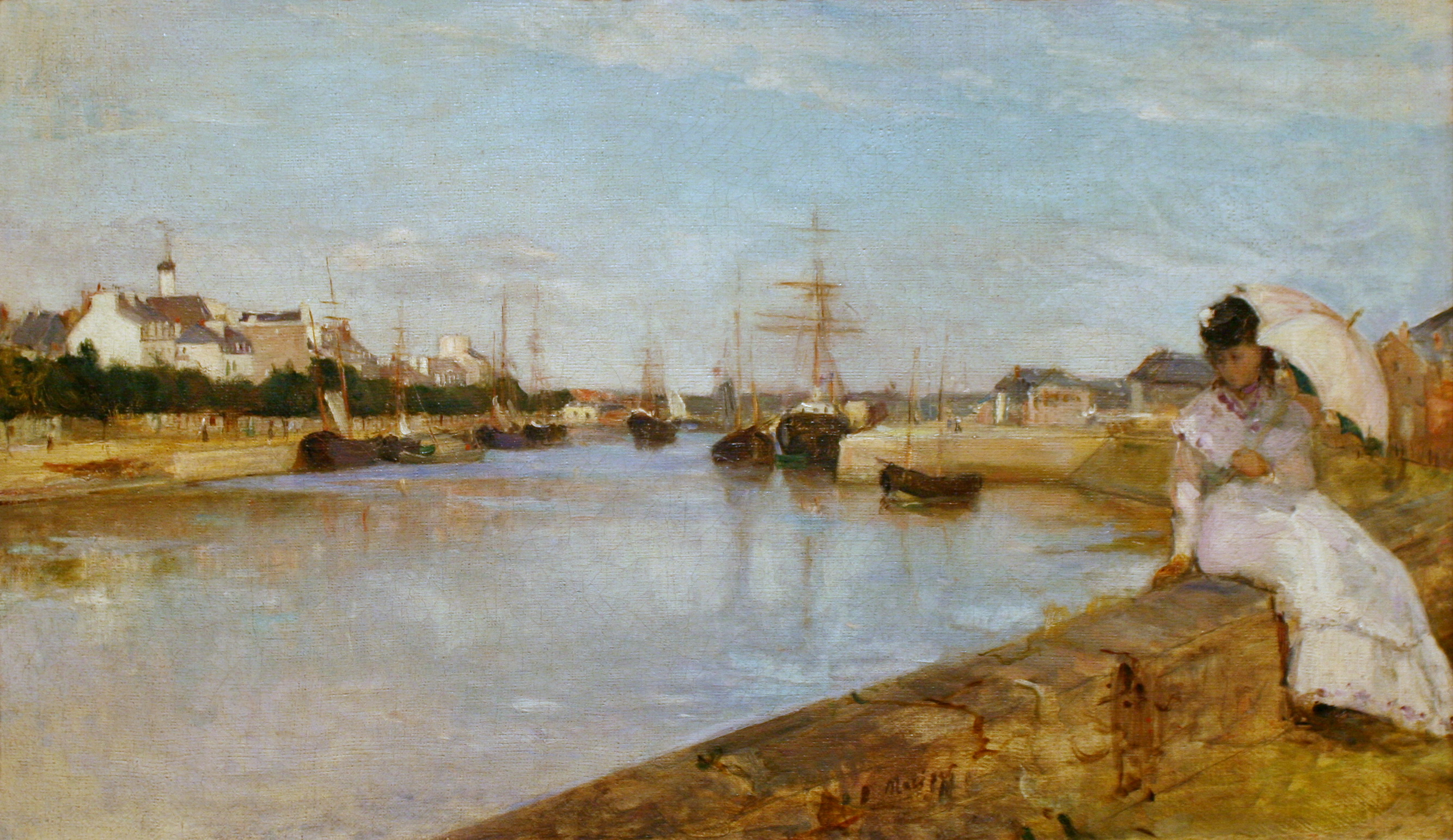
Гавань в Лорьяне (1869)
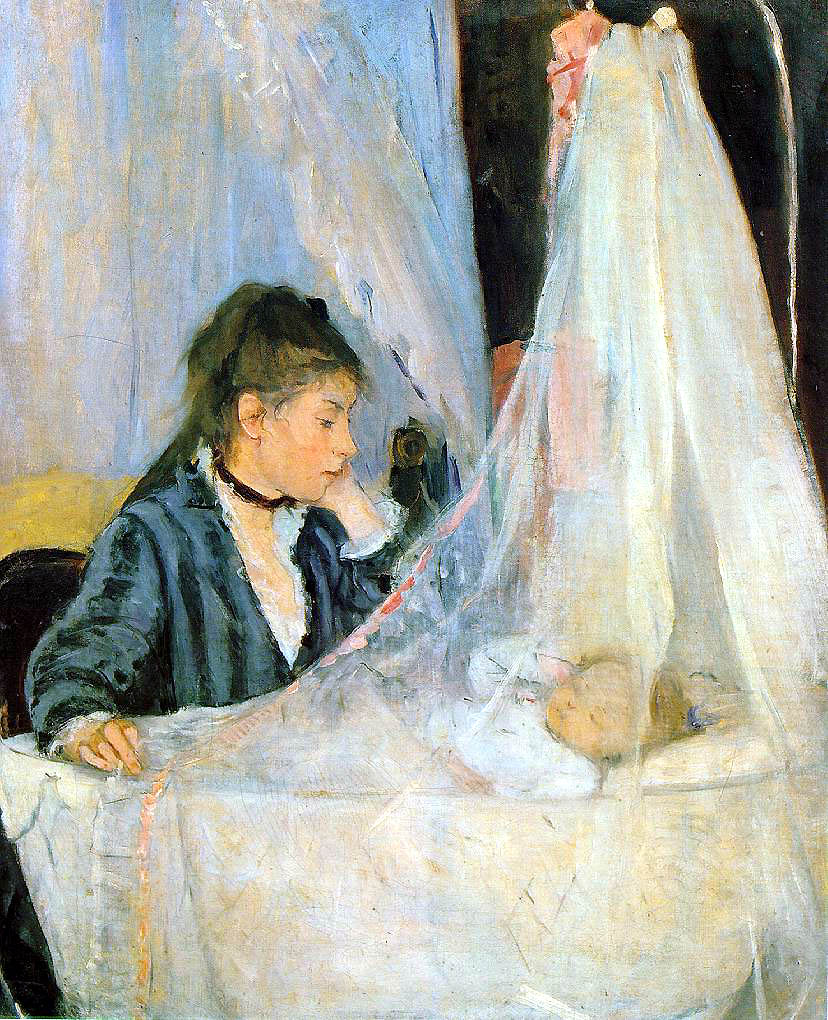
Колыбель (1872)
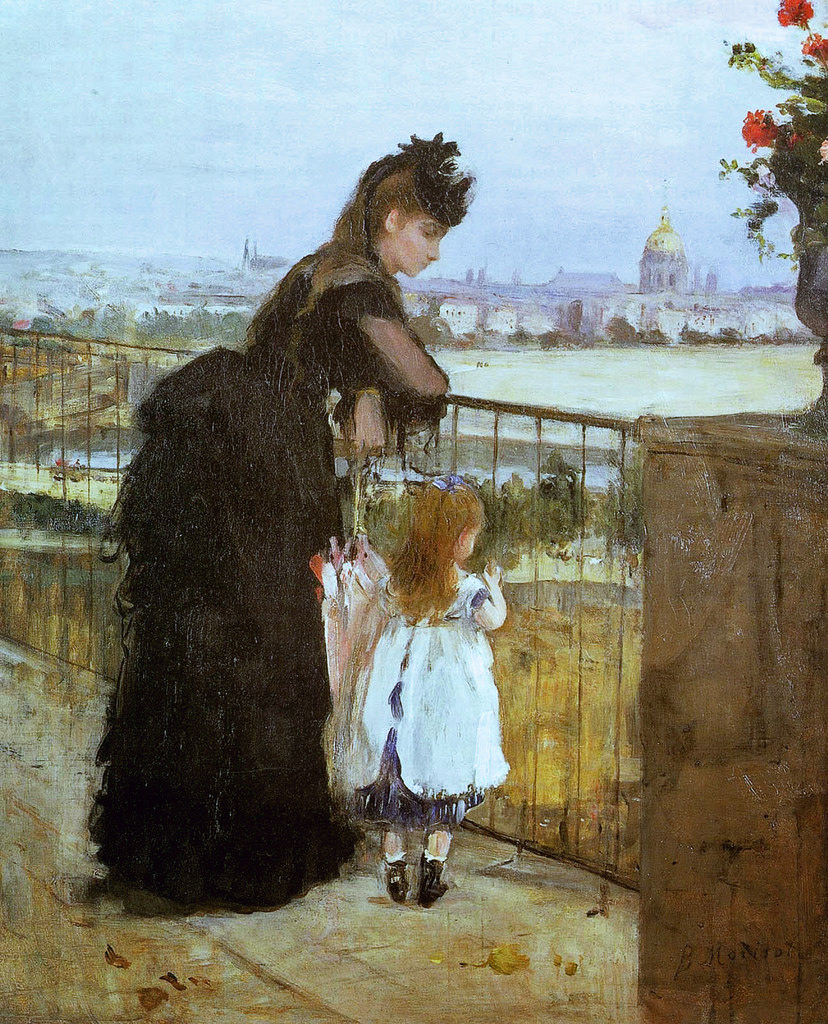
Женщина и ребёнок на балконе (1872)
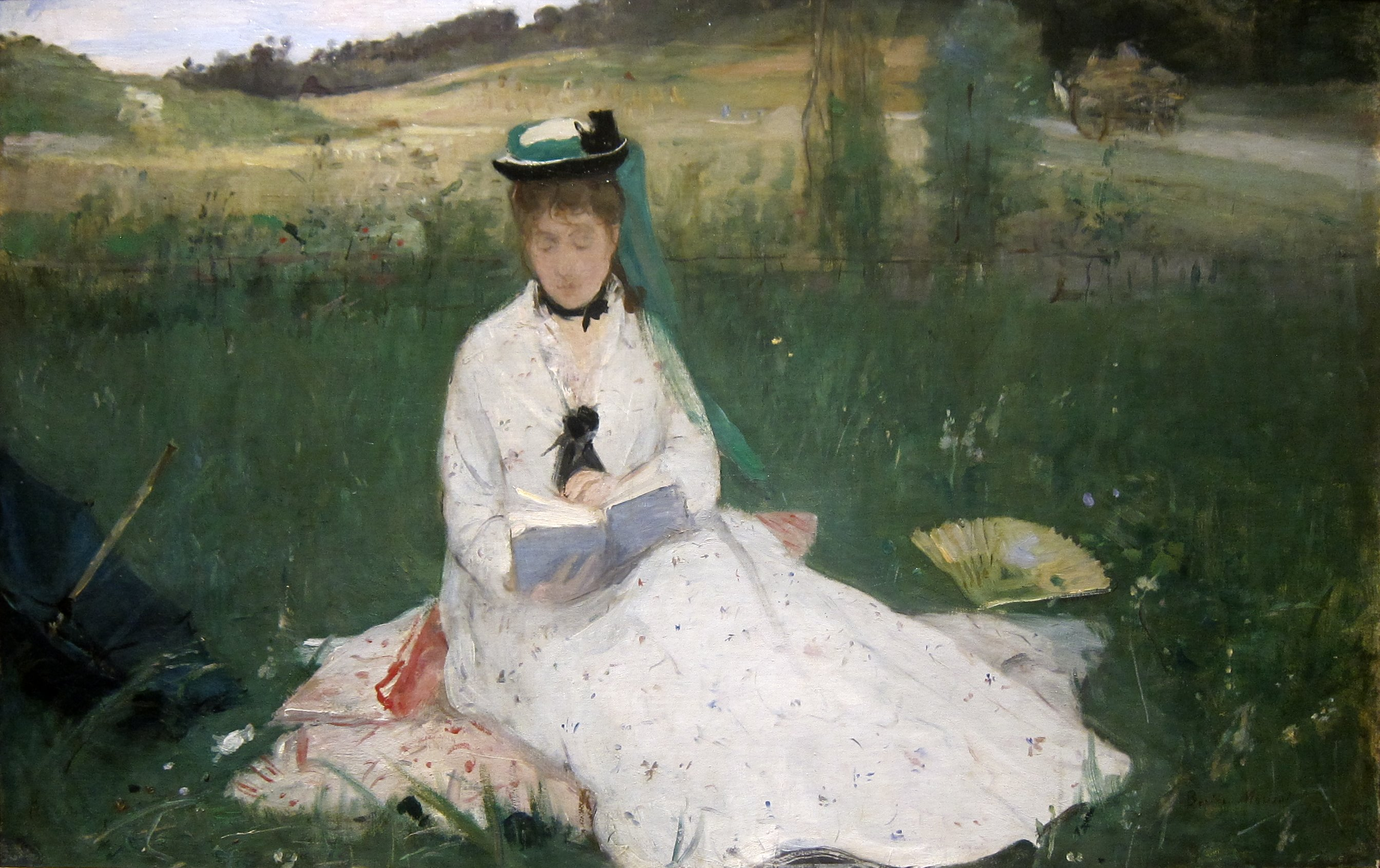
Чтение (1873)
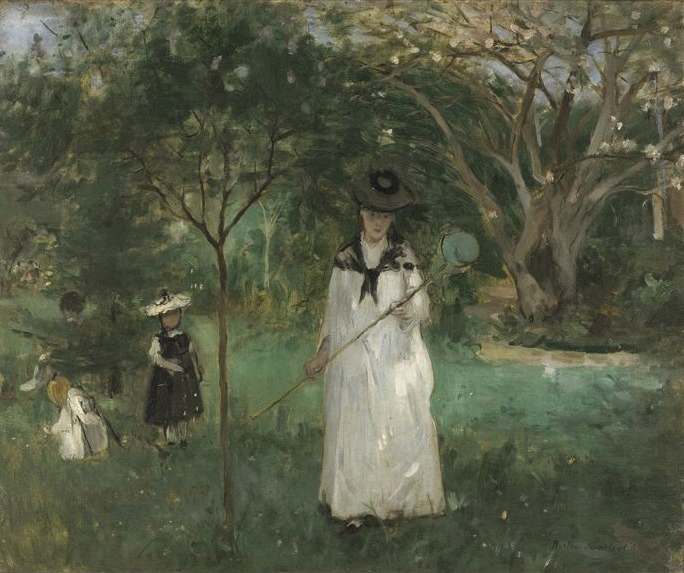
Охота на бабочек (1874)
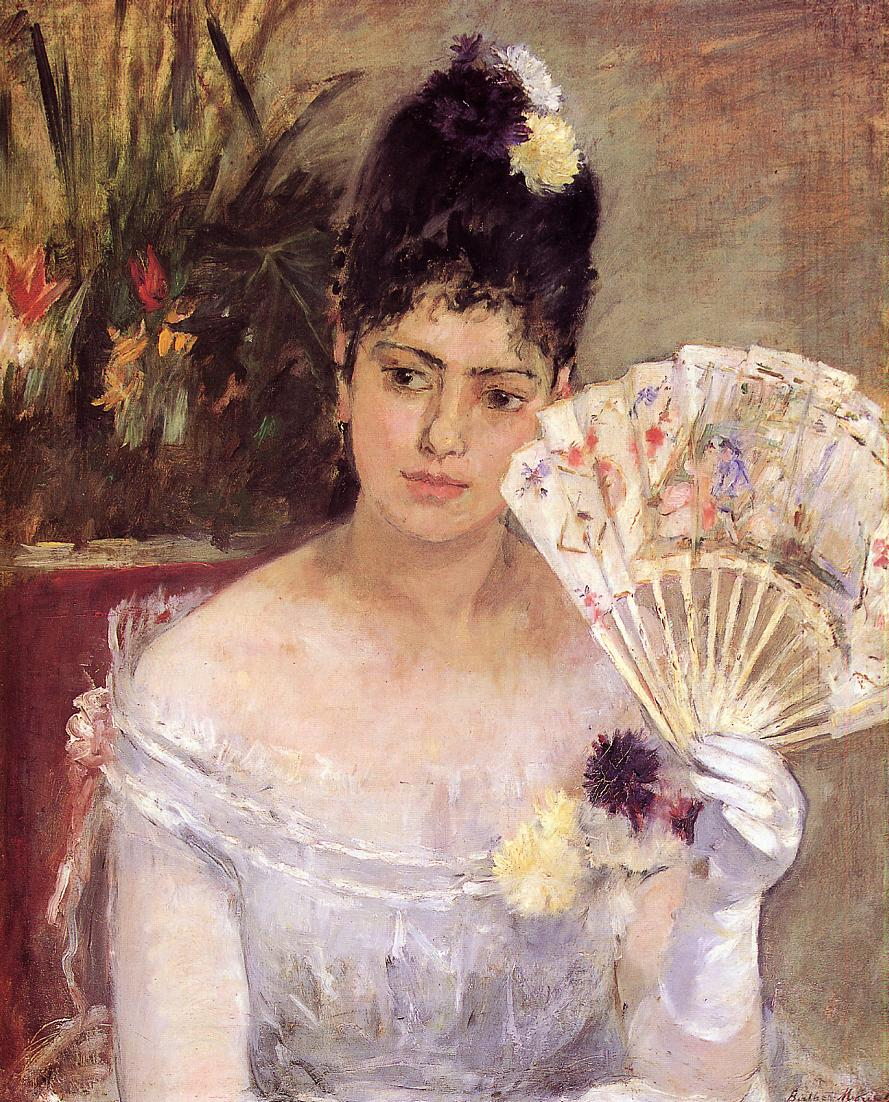
На балу (1875)
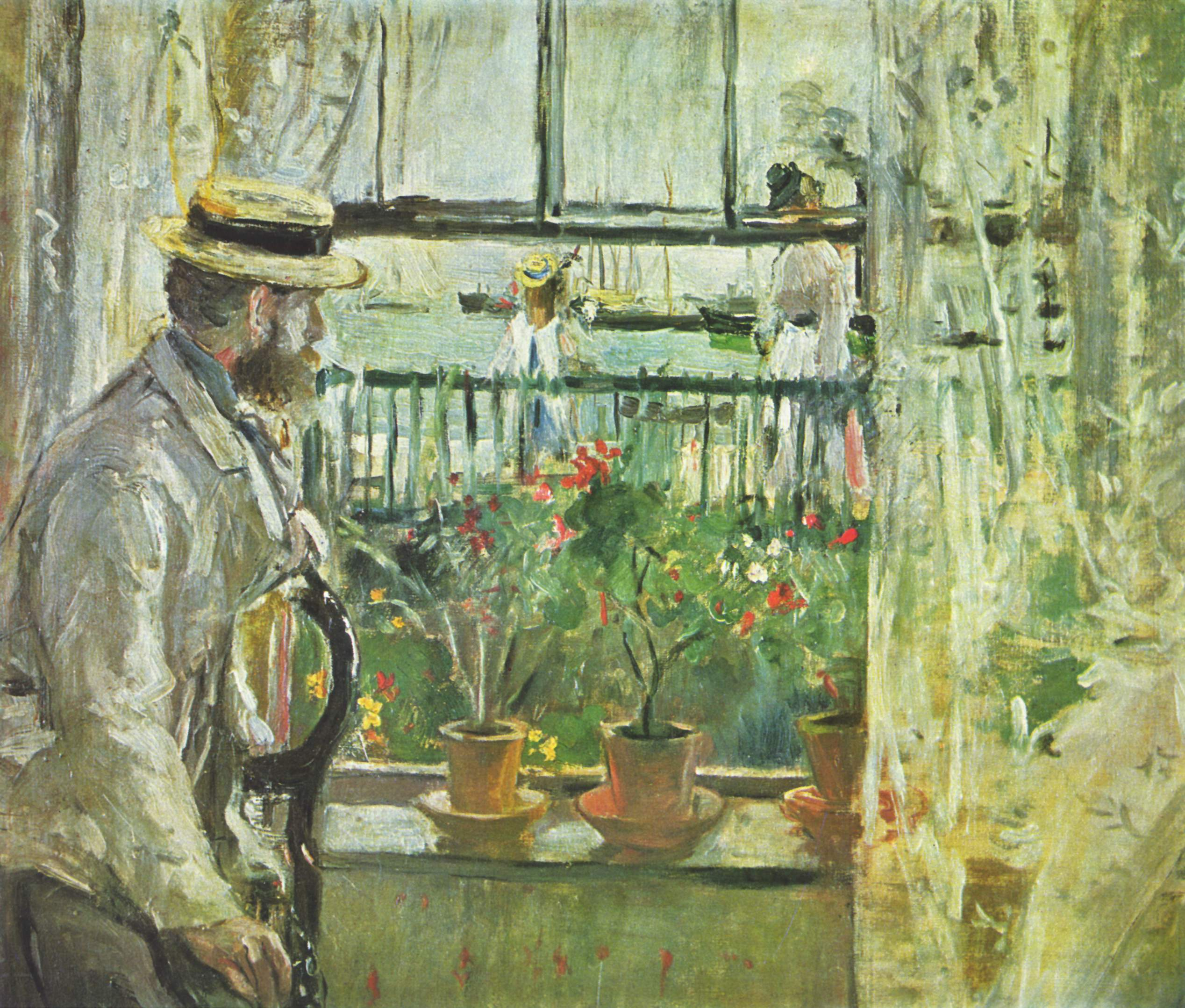
Эжен Мане на острове Уайт (1875)
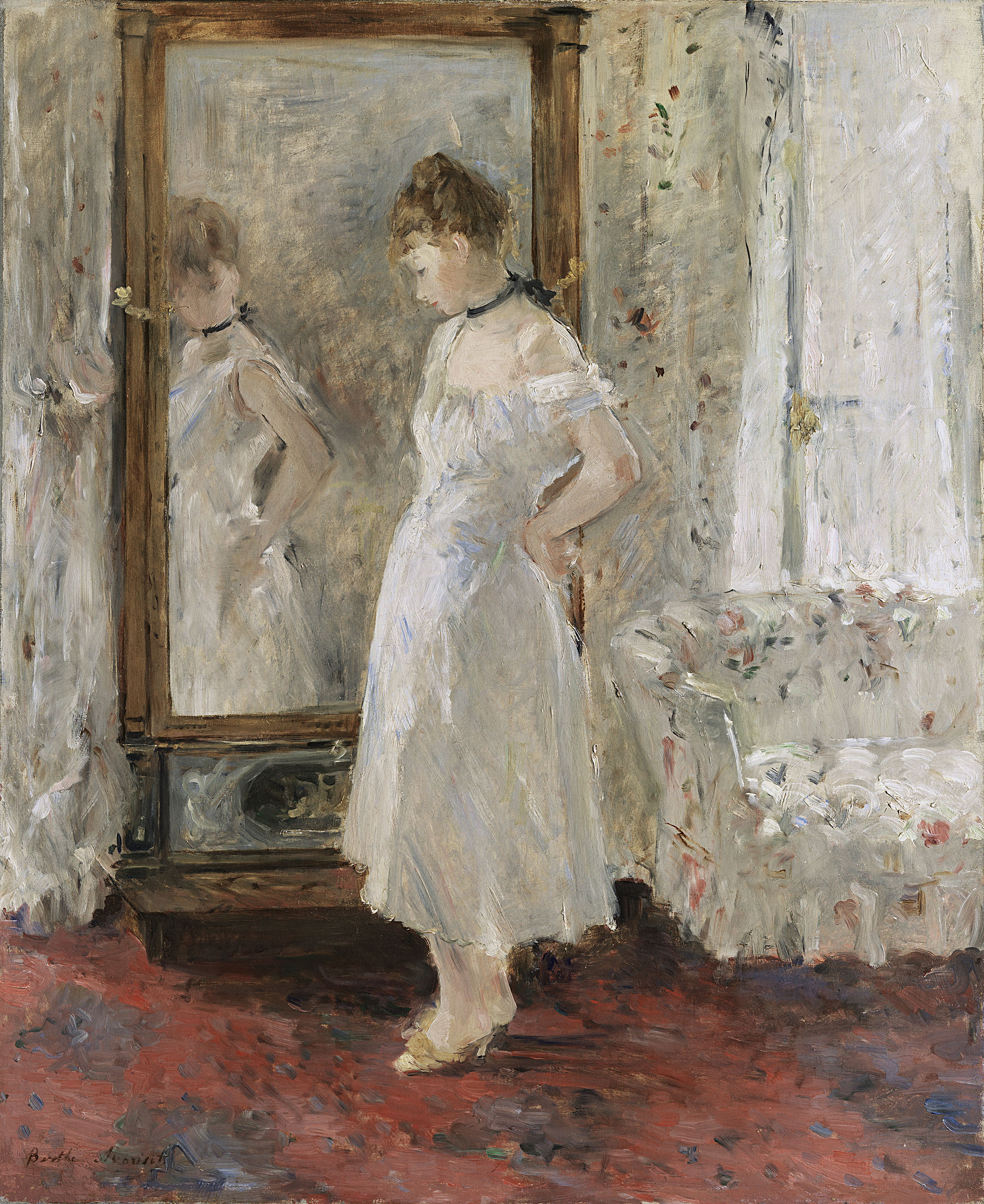
Психея (1876)
Летний день (1879)
Лодки на Сене (1879)
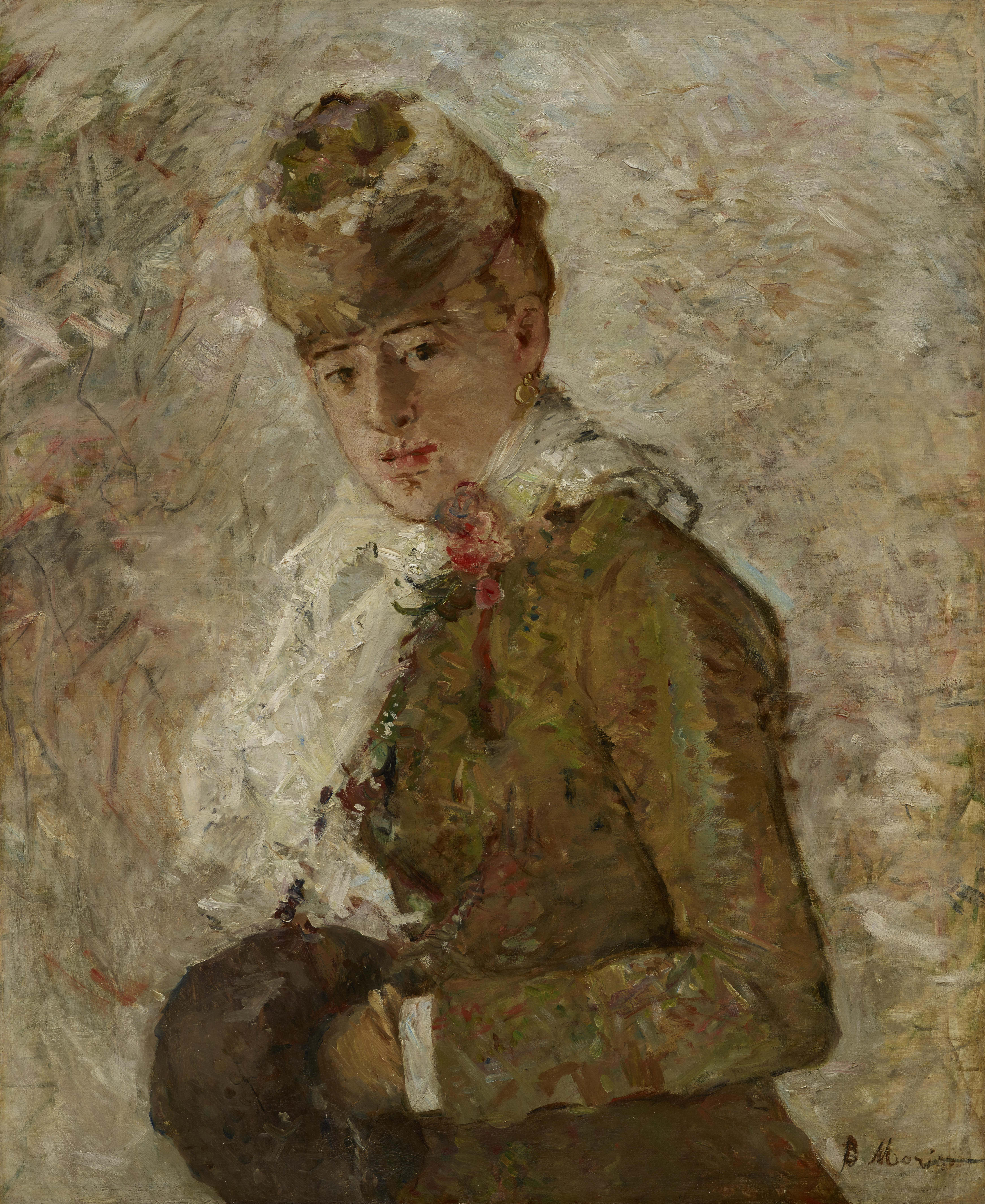
Зима (1880)
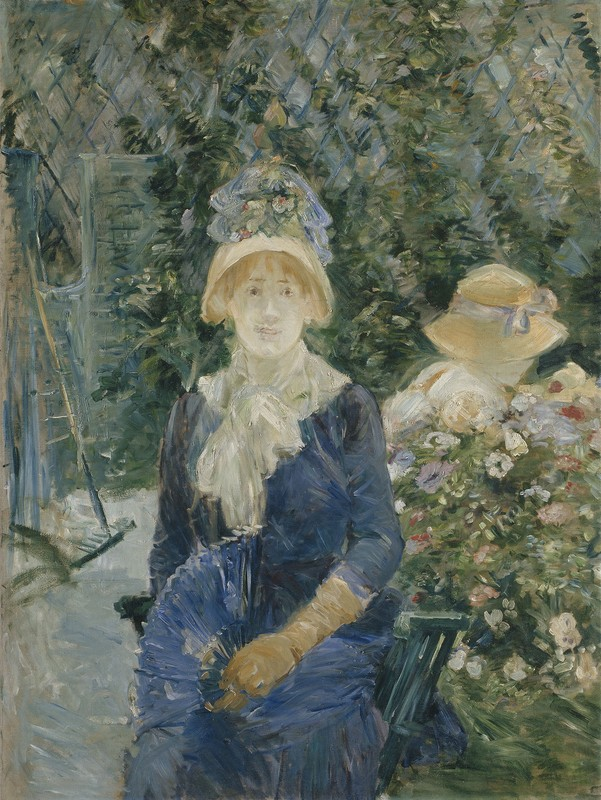
В саду (1882)
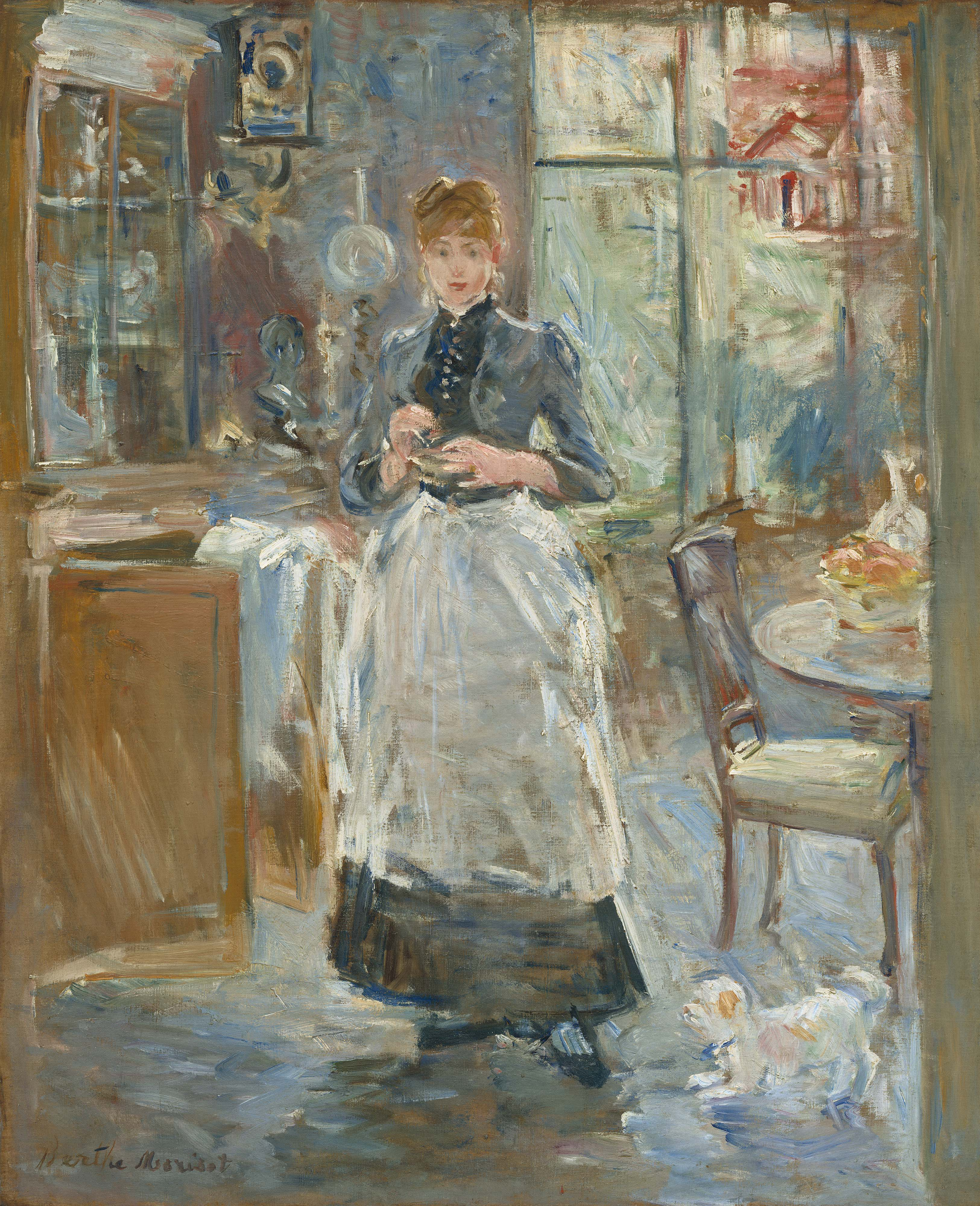
В столовой (1886)
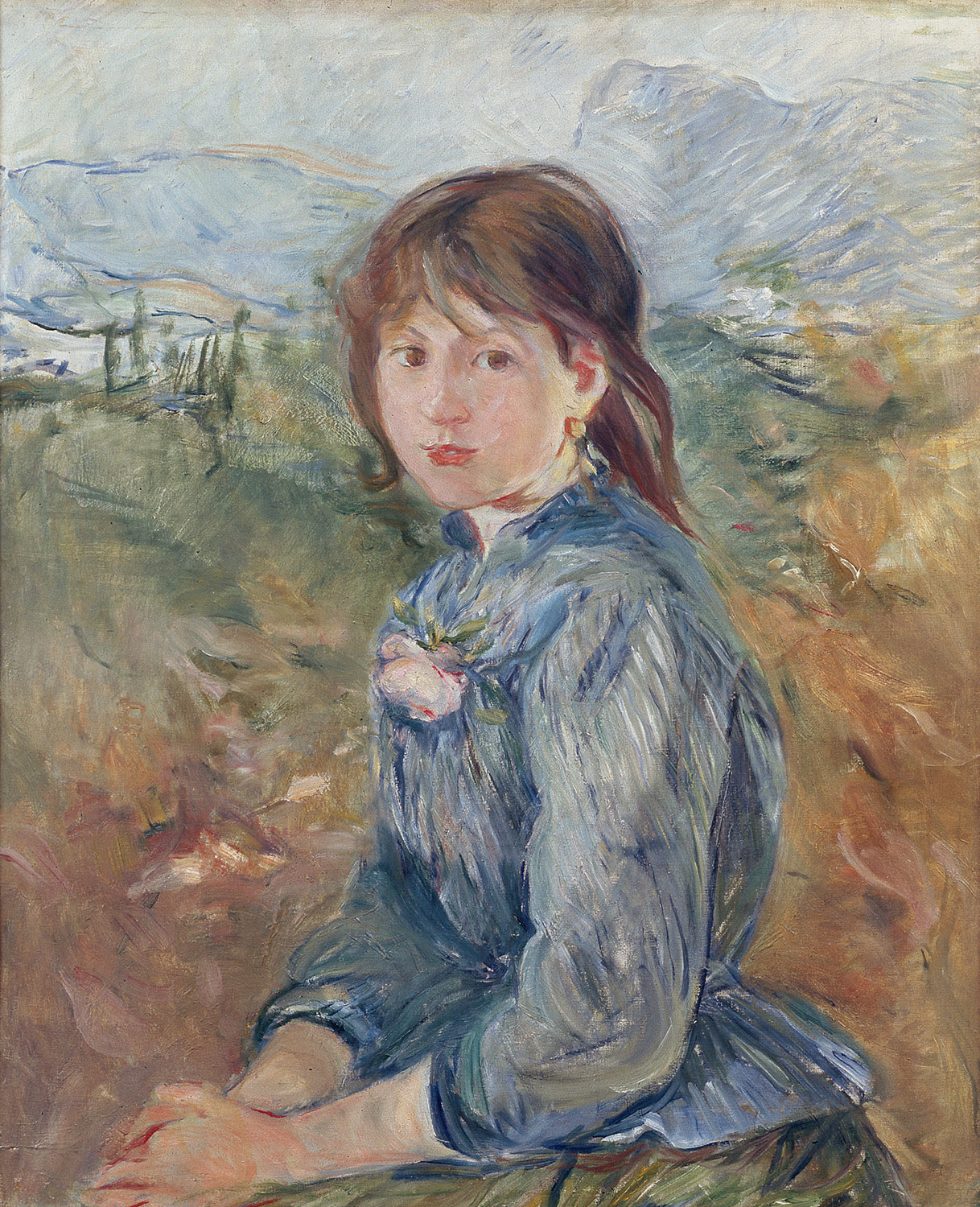
Крестьянка из Ниццы (1888-89)
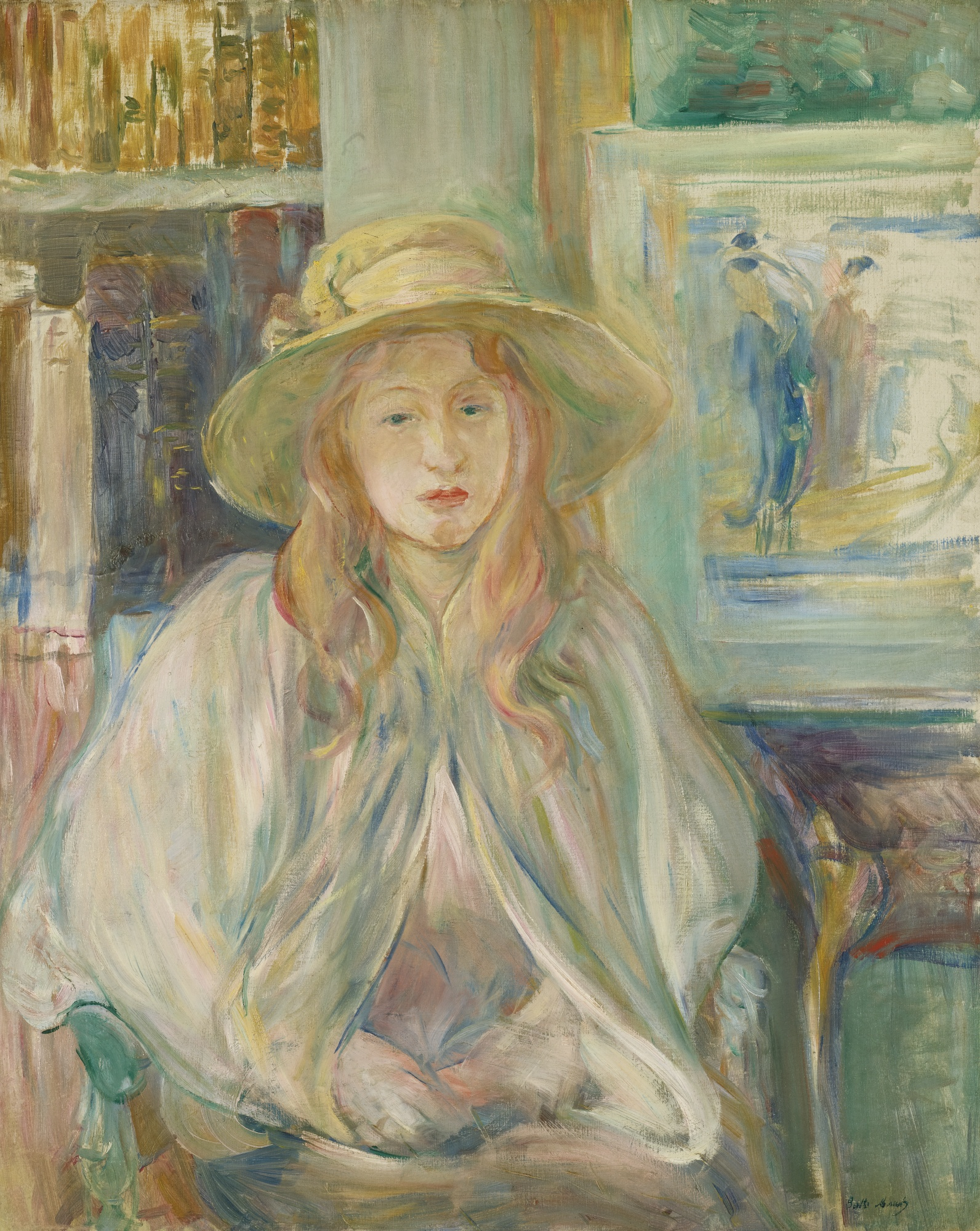
Девочка в соломенной шляпе (1892)